# Ключи (приток Иты)
Ключи — река в России, протекает по Шарканскому и Дебёсскому районам Республики Удмуртия. Устье реки находится в 62 км по левому берегу реки Ита. Длина реки составляет 13 км.
Исток расположен на Тыловайской возвышенности в 5 км к северо-западу от села Кыква. От истока течёт на северо-восток, затем поворачивает на север. На реке несколько плотин и запруд. Верхнее и среднее течение проходит по Шарканскому району, нижнее — по Дебёсскому. Река протекает деревни Удмуртские Альцы, Ключи и несколько нежилых.
Впадает в Иту у деревни Нижний Тыловай.

## Данные водного реестра
По данным государственного водного реестра России относится к Камскому бассейновому округу, водохозяйственный участок реки — Чепца от истока до устья, речной подбассейн реки Вятка. Речной бассейн реки — Кама.
Код объекта в государственном водном реестре — 10010300112111100032769.